# Helmut Schirmer
Helmut Schirmer (* 1940 in Berlin) ist ein deutscher Rechtswissenschaftler und ehemaliger Hochschullehrer an der Freien Universität Berlin.

## Leben und Wirken
Schirmer studierte Rechtswissenschaften an den Universitäten Berlin, Innsbruck, Hamburg und Freiburg im Breisgau. In Berlin legte er 1962 sein Erstes Juristisches Staatsexamen ab. 1966 wurde er von der Freien Universität Berlin mit der von Karl Sieg betreuten versicherungsrechtlichen Arbeit „Die Vertretungsmacht des Haftpflichtversicherers im Haftpflichtverhältnis“ zum Dr. iur. promoviert. Nach dem Referendariat legte er ebenfalls in Berlin 1968 auch sein Zweites Staatsexamen ab. 1972 habilitierte Schirmer sich in Berlin mit der unveröffentlichten Schrift „Die verspätete Rückgabe der Mietsache durch den Mieter – Betrachtungen zur Beendigung und Abwicklung von Mietverhältnissen“ und trat noch im selben Jahr an der Freien Universität Berlin eine ordentliche Professur für Bürgerliches Recht und Versicherungsrecht an. Diese hatte Schirmer inne, bis er 2007 emeritiert wurde. Zuletzt war er zudem Direktor am Institut für bürgerliches Recht der Freien Universität Berlin. 
Seit 1988 ist Schirmer außerdem Mitglied im Deutschen Verein für Versicherungswissenschaft und war von 1989 bis 2004 Mitglied im Versicherungsbeirat des Bundesaufsichtsamts für das Versicherungswesen sowie von 2000 bis 2004 Mitglied in der Kommission zur Reform des Versicherungsvertragsrechts in Deutschland. Seit 2012 ist er Sozius in einer versicherungsrechtlich ausgerichteten Anwaltskanzlei.
Schirmers Forschungsschwerpunkte liegen vorwiegend im Versicherungsrecht, insbesondere im Recht der Haftpflichtversicherung, dem Versicherungsvertragsrecht und dem Rechtsschutzversicherungsrecht. Im Bereich des allgemeinen Bürgerlichen Recht konzentriert er sich vorwiegend auf das allgemeine Haftungsrecht sowie das Schadensersatzrecht.

## Schriften (Auswahl)
- Die Vertretungsmacht des Haftpflichtversicherers im Haftpflichtverhältnis. VVW, Karlsruhe 1969.
- Der Vertrieb von Versicherungsschutz in der Zukunft: Perspektiven im gemeinsamen Binnenmarkt. Verein zur Förderung der Versicherungswissenschaft, München 1991.
- Die Wissenschaftlichkeitsklausel in der privaten Krankenversicherung. VVW, Karlsruhe 1993, ISBN 978-3-88487-366-3.
- Der Repräsentantenbegriff im Wandel der Rechtsprechung. VVW, Karlsruhe 1995, ISBN 978-3-88487-474-5.
- Vertragsabschluss und AVB-Geltung nach dereguliertem VVG. VVW, Karlsruhe 1996, ISBN 978-3-88487-579-7.